# Surat Thani (stad)
Surat Thani (Thais: สุราษฎร์ธานี) is een stad in Zuid-Thailand. Surat Thani is hoofdstad van de provincie Surat Thani en het district Surat Thani. De stad telde in 2000 bij de volkstelling 111.276 inwoners.
De rivier Tapi stroomt door de stad.
De Koninklijke Thaise luchtmacht vliegt vanaf de luchthaven met F-16-gevechtsvliegtuigen. 
De stad is sinds 1969 de zetel van het rooms-katholieke bisdom Surat Thani.

## Bezienswaardigheden
De stad zelf wordt niet veel door toeristen bezocht. Wel stappen er veel toeristen vanuit hier op de veerboten naar de eilanden Koh Samui en Ko Pha Ngan. Een bezienswaardigheid is de Surat Thani City Pillar.
Op 20 km van de stad ligt de Wat Tham Kuhagrot met daarin een liggend Boeddhabeeld.
Op 40 km van de stad ligt het Tom Ron Yen Nationaal Park met de Khamingrot en de Dat Fa-waterval.

## Verkeer en vervoer
Bij de stad ligt de Internationale Luchthaven Surat Thani.
De stad heeft een treinstation en een busstation, beide met een verbinding naar Bangkok.
In de haven aan Donsak Pier vertrekken ferry's.